# Макдугалл, Барбара
Барбара Макдугалл (англ. Barbara McDougall, род. 12 ноября 1937, Торонто, Онтарио, Канада) — канадский политический деятель, член Консервативной партии Канады. Государственный Секретарь иностранных дел Канады (1991-1993).

## Биография
Родилась 12 ноября 1937 года в Торонто, провинция Онтарио. В 1963 году окончила факультет политологии и экономики в Торонтском университете, став бакалавром искусств.
В 1984 году начала свою политическую карьеру в качестве кандидата на выборах депутатов Палаты общин от Прогрессивной консервативной партии Канады, к которой она принадлежала как представитель избирательного округа St. Paul’s до 1993 года.
В сентябре 1984 года премьер-министр Брайан Малруни назначил её министром финансов. С 1986 по 1988 годы она была не только государственным министром приватизации, но и министром, ответственным за статус женщин.
С 31 марта 1988 по 20 апреля 1991 — Министр занятости и иммиграции в Кабинете Министров.
Она оставалась министром, ответственным за статус женщин, с 1988 по 1990 год, а также министром молодёжной политики с 1990 года.
С 21 апреля 1991 года по 24 июня 1993 года — Министр иностранных дел Канады.

## Признание Украины
22 сентября 1991 года в Оттаве подписала с министром иностранных дел Украины Анатолием Зленко Декларацию об отношениях между Украиной и Канадой.
27 января 1992 года послала дипломатическую ноту министру иностранных дел Украины Анатолию Зленко о признании независимости Украины Канадой и установление дипломатических отношений между странами. Премьер-министр Канады Брайан Малруни и госсекретарь по международным делам Барбара Макдугалл шутили, что особенно внимательно следили за развитием событий в УССР, чтобы первыми в мире успеть признать Независимость Украины.

## Отставка
На всеобщих выборах 1993 года Барбара Макдугалл потеряла свой мандат в парламенте, затем ушла в отставку, закончила политическую карьеру и ушла в бизнес. Она была не только консультантом юридической фирмы Aird & Bells в Торонто, но и директором Scotiabank в 1999-2008 годах. Являлась членом правления Imperial Tobacco Canada с октября 2004 года по март 2010 года. С января 2007 года — член правления Центра исследований международного развития (IDRC), а с декабря 2007 года — главный исполнительный директор этого исследовательского центра.